# Hagia Sophia (Thessaloniki)

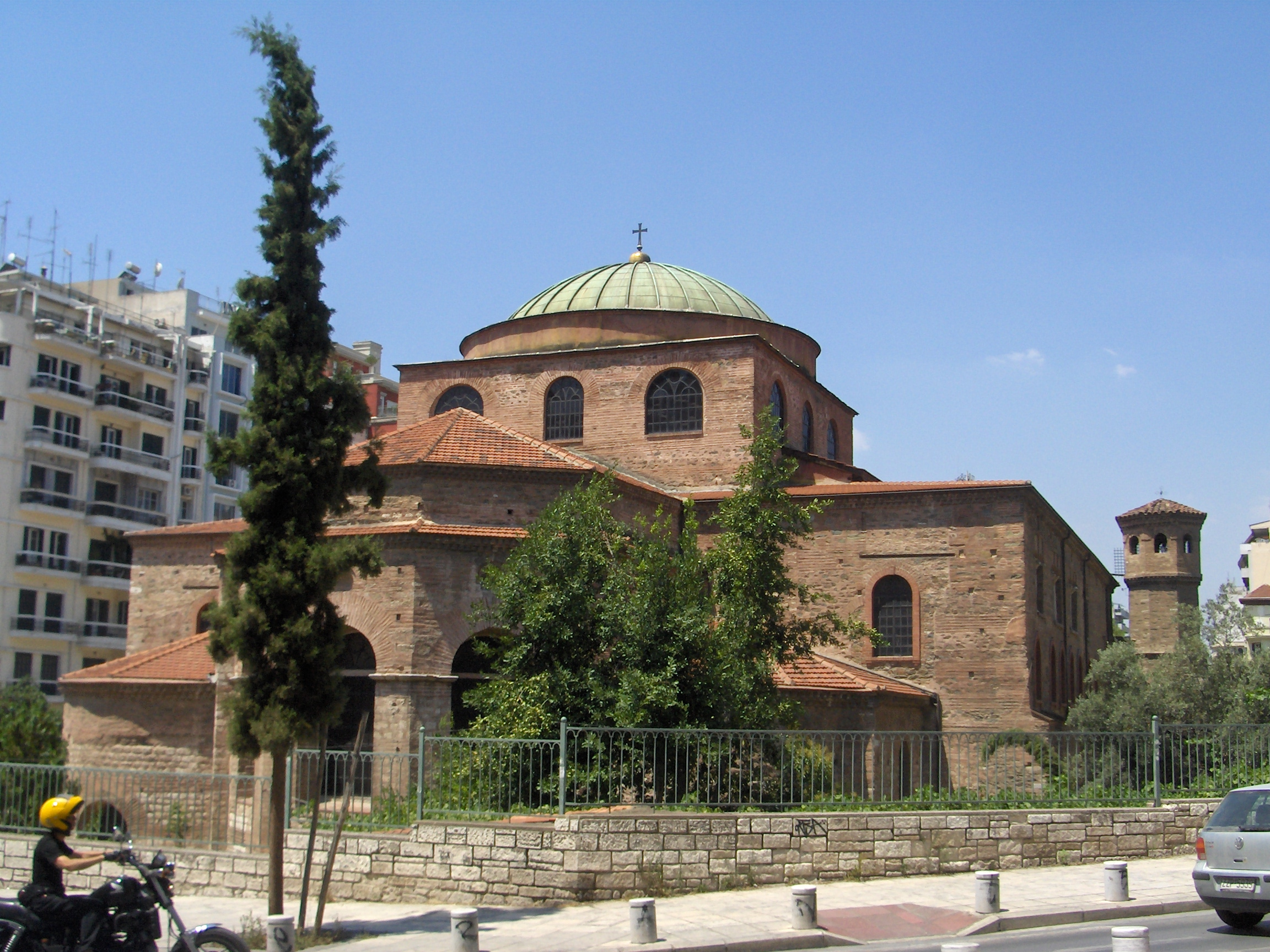
Hagia Sophia in Thessaloniki

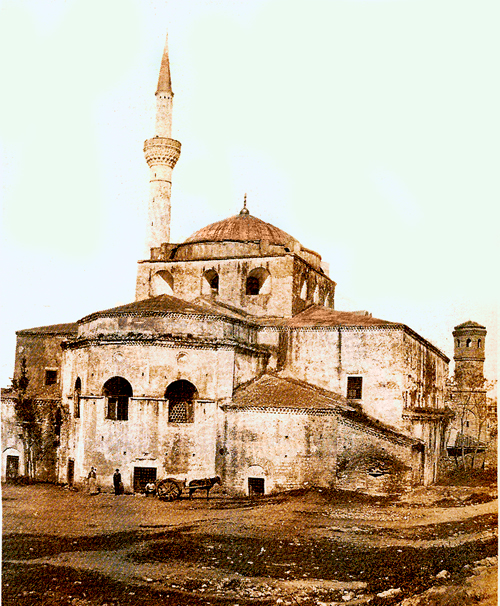
Der Bau im 19. Jahrhundert

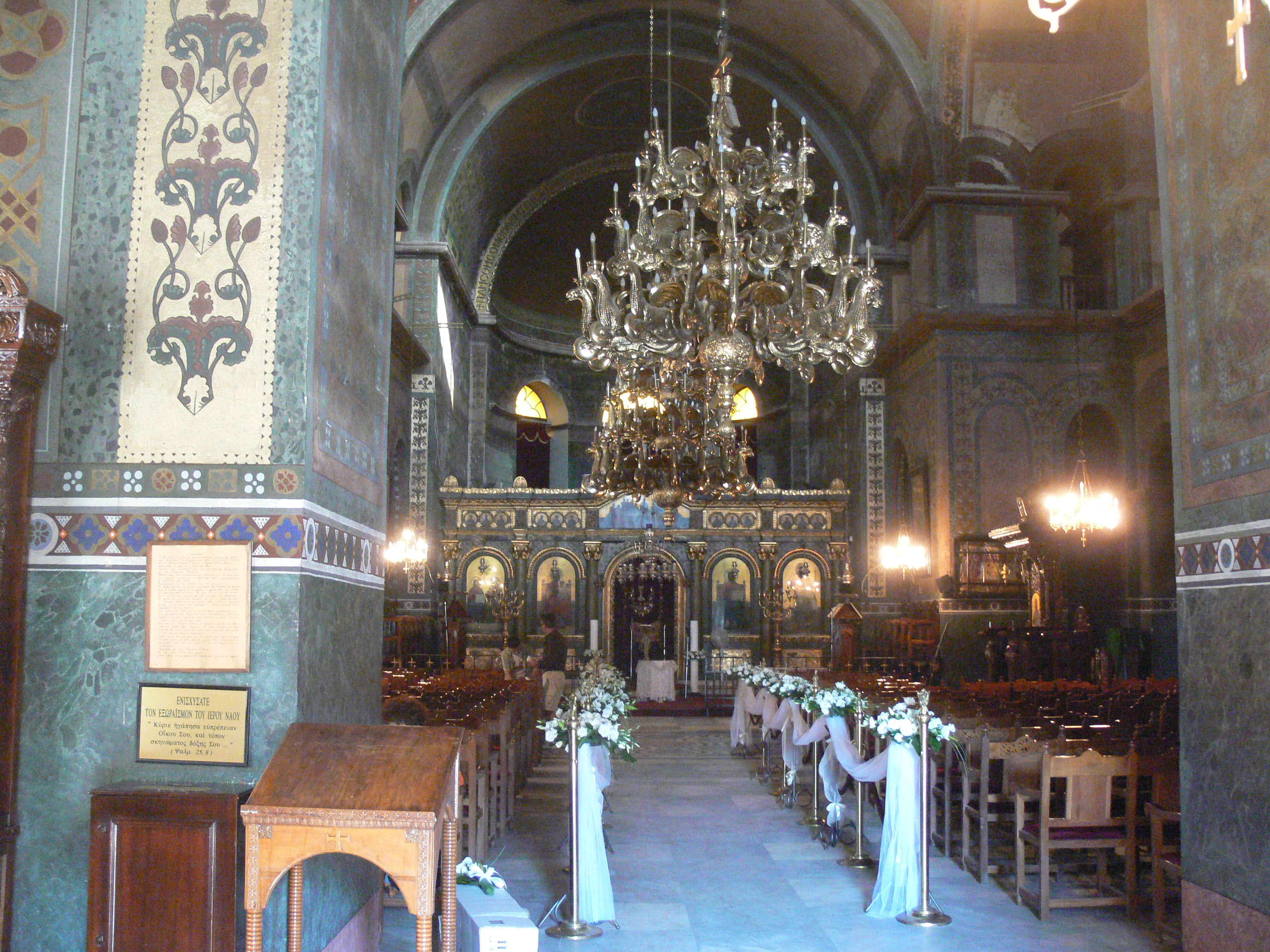
Inneres der Hagia Sophia

Hagia Sophia (griechisch Αγία Σοφία Agia Sofia) ist eine Kirche zur Heiligen Weisheit in Thessaloniki in Griechenland, gelegen an der Platia Agias Sofias. Die dreischiffige Basilika wurde im 7. Jahrhundert auf den Fundamenten einer Kirche aus dem Jahr 315 erbaut; sie gilt als ein Vorläufer der Kreuzkuppelkirchen. Die Kuppel hat einen Durchmesser von 10 Metern und der Grundriss der Kirche ist fast quadratisch. Im Innern sind Mosaiken aus dem 8. und 9. Jahrhundert vorhanden.

## Geschichte
Ausgemalt wurde die Kirche während des Byzantinischen Bilderstreits. Während des Vierten Kreuzzuges wurde die Kirche zur Kathedrale der Stadt. 1359 wurde Gregorios Palamas in der Kirche beigesetzt.
1523/1524 wurde das Gebäude in eine Moschee umgewandelt.
Beim Brand in Thessaloniki 1917 wurde das Gebäude vorwiegend innen beschädigt, erst 1980 fand eine umfassende Renovierung statt. Gemeinsam mit anderen frühchristlichen und byzantinischen Bauwerken am Ort wurde die Kirche im Jahr 1988 unter der zusammenfassenden Bezeichnung Frühchristliche und byzantinische Bauten in Thessaloniki zum UNESCO-Welterbe erklärt.